# Hedlundia legrei
Sorbier de Legré
Espèce
Statut de conservation UICN

 EN  : En danger
Hedlundia legrei, le Sorbier de Legré, est une espèce de plantes à fleurs de la famille des Rosaceae, microendémique de la montagne de Lure, en France, sur les départements des Alpes-de-Haute-Provence et de la Drôme. C'est un arbrisseau ou arbre à feuilles caduques typiquement séquées à la base, à petites fleurs blanches et à petits fruits rouges globuleux. C'est une plante hybridogène (issue du croisement stable entre Aria edulis et Sorbus aucuparia)

## Description

### Appareil végétatif
C'est un grand arbrisseau, ou un arbre, de taille moyenne, pouvant atteindre 10 à 12 m de hauteur. Son écorce est lisse. Ses feuilles sont glabres et vert sombre peu luisant ou mat sur la face supérieure, et tomenteuses et gris-verdâtre pâle sur la face inférieure. Elle sont (1,5-) 1,6 (-1,8) fois plus longues que larges, plus larges vers la base, avec (1-) 2 (-3) paires de segments libres à la base du limbe foliaire, la paire inférieure étant généralement séparée du reste du limbe par 2 à 9 mm de nervure libre (non bordée de limbe). Les feuilles sont lobées dans la partie supérieure, les lobes étant d'abord profonds, puis s'amenuisant jusqu'au sommet où le limbe porte seulement de grosses dents sous-dentées, les sous-dents étant espacées et aiguës. Les feuilles des rameaux courts mesurent 7 à 10 cm de long et 4 à 5,5 cm de large, avec un pétiole de 10 à 20 mm. Les feuilles des rameaux fertiles mesurent 10 à 12 (−13) cm de long et 6 à 8 cm de large, avec un pétiole de (15-) 18 à 22 (−25) mm. Les feuilles sont plus grandes sur les pousses vigoureuses. Elles présentent entre 8 et 12 paires de nervures latérales.

### Appareil reproducteur
Les inflorescences sont des corymbes portant (40-) 60 à 100 (−120) fleurs à pétales blancs, arrondis, longues de 5 à 7 mm et larges de 5 mm. Les anthères sont de couleur crème. Il y a deux ou trois styles, libres jusqu'à la base. Les fruits, en forme de petites pommes, sont subglobuleux, longs de (9,5-) 11 (−12) mm et larges de (10-) 11 (−12) mm, de couleur rouge à rouge sombre, sans lenticelle. La floraison a lieu en juin, parfois en mai. La fructification a lieu en septembre. C'est une plante apomictique.

### Génétique
H. legrei serait triploïde (2n = 3x = 51). C'est une espèce hybridogène qui serait issue du croisement stable entre Aria edulis (syn. Sorbus aria) et Sorbus aucuparia, et serait proche de Hedlundia hybrida (syn. Sorbus hybrida) répartie en Scandinavie. Deux espèces microendémiques affines sont également signalées en Europe : Hedlundia pseudofennica (syn. Sorbus pseudofennica), endémique de l'île d'Arran en Écosse et Hedlundia borbasii  (syn. Sorbus borbasii) dans le sud-ouest de la Roumanie. H. legrei forme une population morphologiquement homogène, contrairement aux hybrides occasionnels A. edulis ×  S. aucuparia relevés isolés en compagnie de leurs parents.

### Confusions possibles
Cette espèce diffère de Hedlundia pseudofennica (syn. Sorbus pseudofennica) et de Hedlundia borbasii  (syn. Sorbus borbasii) par ses feuilles à segments plus nettement individualisés à la base, dont une paire est presque toujours séparée du reste du limbe par entre 2 et 9 mm de nervure centrale. Ses fruits sont globuleux, tandis que ceux de H. pseudofennica sont plus longs que larges. Le bord du limbe des feuilles de Hedlundia legrei est moins grossièrement denté que chez S. borbasii et Hedlundia hybrida (syn. Sorbus hybrida). H. legrei diffère aussi de H. hybrida par ses feuilles à segments plus étroits et à tomentum un peu moins blanc sur la face inférieure.

## Habitat et répartition
C'est une espèce endémique de la montagne de Lure en France, présente en majeure partie sur le département des Alpes-de-Haute-Provence et avec une petite intrusion dans la Drôme. Elle est disséminée sur environ 15 km d'est en ouest dans la zone sommitale de la chaîne, depuis l'est du Pas de Jean Richaud jusqu'au versant drômois du Tréboux, à partir de 1 150 m sur le versant nord du massif et 1 500 m sur le versant sud. L'espèce atteint la lisière supérieure de la forêt vers 1 750 m d'altitude. Elle est plus fréquente dans la partie centrale de la chaîne, qui est aussi la plus élevée, entre le Pas de la Graille et le sommet de l'Homme, mais évite les zones sommitales découvertes. Une centaine d'individus a été localisée, mais la population est probablement beaucoup plus importante. L'étendue de l'occurrence est estimée à 52 km2 et l'aire d'occupation à 28 km2.
Elle peut former des arbres de plus de 110 cm de circonférence, dont la cime dépasse les hêtres voisins. Elle côtoie dans ce secteur Aria edulis (syn. Sorbus aria) et Sorbus aucuparia.

## Systématique
Le nom correct complet (avec auteur) de ce taxon est Hedlundia legrei (Cornier) Sennikov & Kurtto,,. Le découvreur de l'espèce serait Ludovic Legré qui la rapporta en 1892 à l'espèce Sorbus scandica Fries. L'espèce a été formellement décrite en 2009 dans le genre Sorbus sous le basionyme Sorbus legrei, par le botaniste français Bruno Cornier. Son épithète spécifique legrei rend hommage au découvreur Ludovic Legré. Elle a été déplacée en 2017 sur la base d'analyses phylogénétiques dans le genre Hedlundia (nommé en hommage à Johan Teodor Hedlund (es) (1861-1953), spécialiste des sorbiers), qui regroupe des espèces hybridogènes issues de croisements stables entre les genres Aria et Sorbus. En 2018, il a été proposé de la déplacer de nouveau, dans le genre Pyrus pris au sens très large et regroupant la plupart des genres de la tribu des Maleae dans une volonté de simplifier la nomenclature, sans que la nouvelle combinaison Pyrus legrei ne soit retenue,.
Hedlundia legrei a pour synonymes :
- Pyrus legrei (Cornier) M.F.Fay & Christenh., 2018[4],[5]
- Sorbus hybrida auct. non (L.) L., 1762, sensu Lieutaghi, 1969[3]
- Sorbus ×thuringiaca auct. non (Nyman) Fritsch, 1896, sensu Lieutaghi, 1969[3]
- Sorbus legrei Cornier, 2009[3],[4],[5]
- Sorbus scandica sensu Legré, 1892[3]
- Sorbus semipinnata auct. non Borbás, 1883, sensu Lieutaghi, 1969[3]

## Menaces et conservation
L'espèce (listée Sorbus legrei Cornier) est classée « en danger » (EN) sur la Liste rouge mondiale des espèces menacées et sur la Liste rouge européenne des espèces menacées, et « espèce vulnérable » (VU) sur la Liste rouge de la flore vasculaire de France métropolitaine (2019) et sur la Liste rouge régionale de la flore vasculaire de Provence-Alpes-Côte d'Azur.
Elle ne présente qu'une centaine d'individus matures. Il est probable que la population soit plus importante car il est difficile d'étudier la zone, mais il est probable qu'il y ait moins de 250 individus. Poussant à l'étage subalpin, cette espèce peut être affectée par le changement climatique car il n'y a pas d'altitudes plus élevées vers lesquelles elle pourrait migrer. Elle pourrait également subir la concurrence d'espèces actuellement présentes à des altitudes plus basses qui se déplacent vers le haut de la montagne avec le changement climatique. Une partie de la population se trouve sur un site d'importance communautaire, mais l'UICN (18 février 2024) ne sait pas quel degré de protection cela offre à l'espèce.